# Гипоплазия зубов
Гипоплази́я зубо́в (лат. hypoplasia от др.-греч. ὑπο- ‘приставка со значением ослабленности качества’ и πλάσις ‘формирование’) — порок развития, заключающийся в недоразвитии зуба или его тканей в период их формирования. Крайним выражением гипоплазии является аплази́я — врождённое отсутствие зуба, части или всей зубной эмали. Чаще всего гипоплазия поражает эмаль зубов (причём постоянные зубы страдают больше, чем временные), в более тяжёлых случаях — дентин.
Гипоплазия зубов в той или иной своей форме является достаточно распространённым заболеванием и наблюдается примерно у 30 % людей.

## Этиология/патогенез
Гипоплазия тканей зуба (чаще всего эмали) возникает при нарушении метаболических процессов в зачатках зубов под влиянием нарушения минерального и белкового обмена в организме плода или ребёнка. Недоразвитие эмали при гипоплазии необратимо. Часто гипоплазия эмали сопровождается нарушением строения дентина и пульпы зуба.

### Гипоплазия молочных зубов

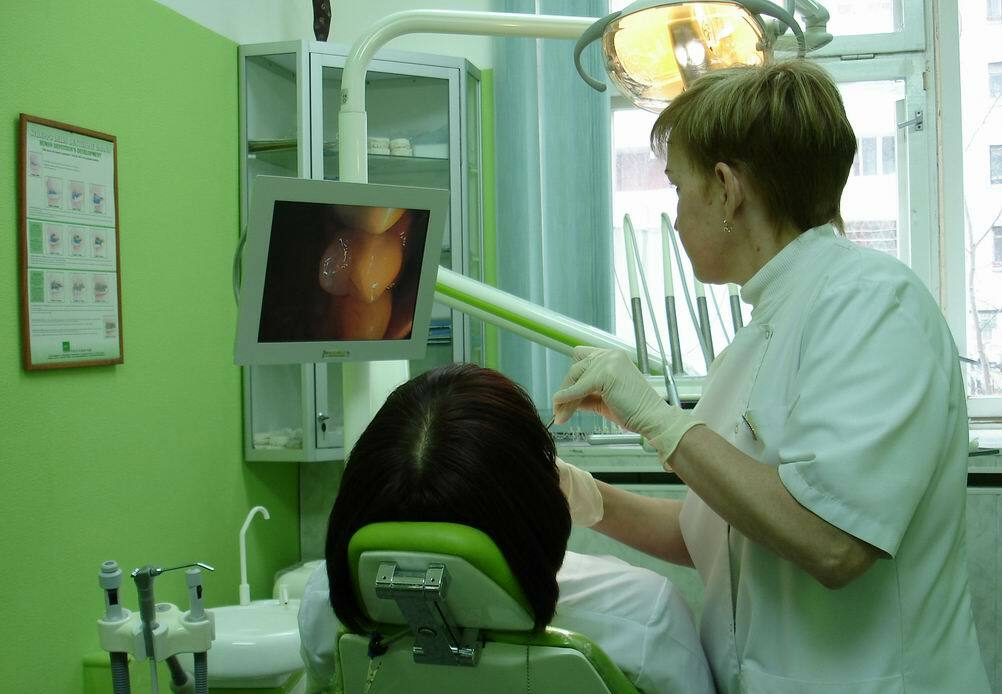
Осмотр в кабинете у врача-стоматолога

Гипоплазия молочных зубов, которые формируются во внутриутробный период, обусловлена нарушениями в организме беременной женщины (краснуха, токсоплазмоз, токсикоз, резус конфликты). У детей, страдающих хроническими соматическими заболеваниями, которые начались до или вскоре после рождения, гипоплазия зубов наблюдается в 50 % случаев.

### Гипоплазия постоянных зубов
Гипоплазия постоянных зубов развивается под влиянием различных заболеваний (рахит, тетания, острые инфекционные заболевания, болезни ЖКТ, токсическая диспепсия, алиментарная дистрофия, мозговые нарушения), возникших в период формирования и минерализации этих зубов, то есть в период от 6 месяцев до 1—1,5 года. Локализация гипоплазии на коронке зуба во многом зависит от возраста, в котором ребёнок перенёс заболевание (см. Прорезывание зубов).
Выраженность гипоплазии зависит от тяжести перенесённого заболевания.
Также различаются следующие виды гипоплазии:

системная гипоплазия — проявляется в изменении цвета зубной эмали, её недостаточном развитии или полном отсутствии;
местная гипоплазия — возникает при вовлечении зачатков постоянных зубов в воспалительный процесс либо в случае их механической травмы.

## Системная гипоплазия

### Основные формы гипоплазии
Клинически различают три формы системной гипоплазии:

#### Изменение цвета
Слабая степень недоразвития эмали проявляется в виде пятен чаще белого, реже желтоватого цвета, с чёткими границами и одинаковой величины на одноимённых зубах. Пятна обычно обнаруживаются на вестибулярной поверхности и не сопровождаются какими-либо неприятными ощущениями. Пятна при гипоплазии не окрашиваются красителями (в отличие от кариеса в стадии пятна).

#### Недоразвитие
Более тяжёлой формой гипоплазии эмали является её недоразвитие, которая проявляется по-разному (волнистая, точечная, бороздчатая эмаль). На поверхности эмали обнаруживаются углубления или бороздки. Эмаль в углублениях остаётся плотной и гладкой.

#### Отсутствие эмали
Наиболее редко встречающейся формой гипоплазии является её отсутствие (аплазия) на определённом участке. При этой форме могут быть жалобы на болевые ощущения от термических и химических раздражителей.

### Гипоплазия при врожденном сифилисе
Для врождённого сифилиса характерны «зубы Гетчинсона», «Фурнье» и «Пфлюгера». Эти признаки входят в триаду врождённого сифилиса: паренхиматозный кератит, врождённая глухота и гетчинсоновы зубы. Однако в дальнейшем было установлено, что эти аномалии могут быть не только при сифилисе.

#### Зубы Гетчинсона

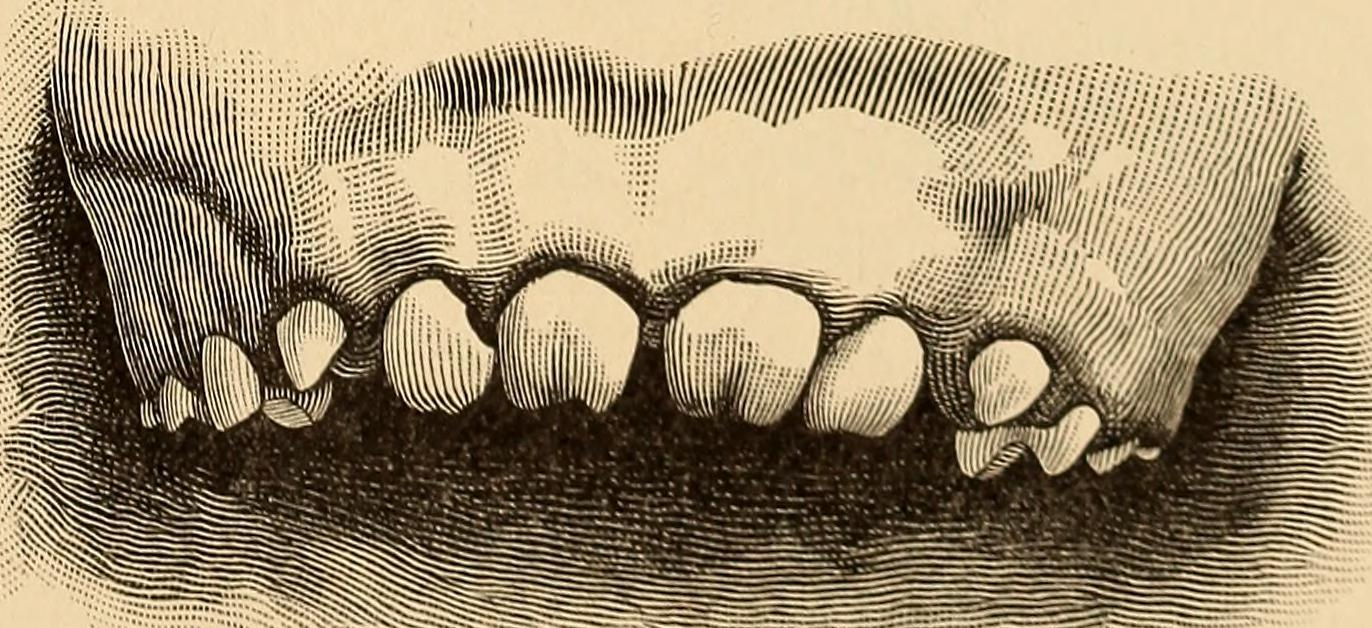
Зубы Гетчинсона (верхние резцы)

Аномалия развития зуба, при которой верхние центральные резцы имеют отвёрткообразную или бочкообразную форму коронки (размер у шейки больше, чем у режущего края) и полулунную выемку на режущем крае. Иногда полулунная выемка не покрыта эмалью.

#### Зубы Фурнье
Центральные резцы похожи на зубы Гетчинсона, но без полулунной выемки.

#### Зубы Пфлюгера
Аномалия первых моляров, при которой размер коронки у шейки зуба больше, чем у жевательной поверхности, а бугры недоразвиты.

### «Тетрациклиновые» зубы
«Тетрациклиновые» зубы — это зубы, имеющие изменённую окраску в результате приёма тетрациклина в период формирования и минерализации тканей зуба. Тетрациклин откладывается в эмали и дентине зубных зачатков, а также в костях плода или ребёнка в случае введения в организм беременной или ребёнка. В зависимости от дозы тетрациклин может изменить не только цвет эмали, но и приводить к недоразвитию эмали зуба. В случае приёма диметилхлортетрациклина изменение окраски более значительное.
При приёме тетрациклина во время беременности у ребёнка окрашиваются молочные зубы, а именно 1/3 коронок резцов, начиная от режущего края и жевательной поверхности больших коренных зубов. Приём тетрациклина ребёнком старше 6 месяцев уже приводит к окрашиванию постоянных зубов. Как правило, окрашивается только часть коронки зуба, которая формируется в период приёма препарата.
Интенсивность окрашивания и цвет зависит от вида тетрациклина и его количества. Зубы, окрашенные в жёлтый цвет, обладают способностью флюоресцировать под влиянием ультрафиолетовых лучей. Это свойство можно использовать для дифференциации окраски зубов, вызванной другими причинами, например билирубином при гемолитической болезни новорождённого.

## Местная гипоплазия
Это нарушение образования эмали на постоянных зубах в результате вовлечения в воспалительный процесс зачатков зубов или при их механической травме.
Проявляется местная гипоплазия в виде беловато-желтоватых пятен, углублений, располагающихся на всех поверхностях. В тяжёлых случаях может быть аплазия (отсутствие) эмали.
Местная гипоплазия чаще наблюдается на постоянных малых коренных зубах, зачатки которых располагаются между корнями молочных зубов.
Это заболевание может быть предупреждено проведением профилактических мер против кариеса молочных зубов или лечением их на ранней стадии поражения.
Данная патология формируется вследствие нарушения деятельности клеток, строящих эмаль, однако причины этого нарушения не связаны с минеральным обменом в организме — местная гипоплазия эмали возникает в результате механической травмы зачатка постоянного зуба либо воспалительного процесса в нём под влиянием биогенных аминов и инфекций, поступающих в фолликул при хроническом периодонтите молочного зуба. На временных зубах местная гипоплазия не наблюдается.
Более часто причиной местной гипоплазии является воспалительный процесс, распространяющийся из области верхушки корня временного зуба или из остеомиелитического очага челюсти. Зачаток любого постоянного зуба может оказаться вовлеченным в воспалительный процесс, но чаще страдают именно зачатки премоляров, располагающихся между корнями временных моляров. Как известно, временные моляры наиболее часто поражаются кариесом, а следовательно, и верхушечным периодонтитом.
При интенсивном и длительном воспалительном процессе, так же как и при глубоком вколоченном вывихе, могут пострадать клетки, строящие дентин. В таком случае обе ткани — эмаль и дентин — формируются неправильно, при этом постоянный зуб имеет неправильную форму — с искривленной или бочкообразной коронкой, причудливыми очертаниями.

## Лечение
При одиночных белых пятнах лечение можно и не проводить. Но если пятна видны при разговоре, улыбке и т. д., и тем более если заболевание ведёт к разрушению тканей зуба, лечение гипоплазии необходимо обязательно провести, и как можно скорее, так как гипоплазия зубов в тяжёлой форме может вызвать очень серьезные последствия:
- Повышенную стираемость зубов
- Разрушение тканей зуба
- Полную потерю поражённых зубов
- Развитие аномалий прикуса

Основным методом лечения является отбеливание зубов при слабой степени заболевания либо пломбирование зубов композитными материалами. При выраженных изменениях показано ортопедическое лечение.
В некоторых случаях может быть проведено сошлифовывание неровностей зубной эмали с целью выравнивания поверхности зубов.
Попутно, как правило, проводится реминерализация эмали с помощью специальных препаратов (ремодент, раствор кальция глюконата и т. п.).

## Профилактика гипоплазии зубов
В качестве профилактики гипоплазии зубов стоматологи предлагают проводить комплекс мер, препятствующих развитию системных заболеваний, которые могут привести к нарушению обменных процессов.
Кроме того, в качестве профилактики рекомендуется своевременное лечение заболеваний полости рта и нормализация диеты.